# Halvar Moritz
Halvar Sixten Moritz, född 21 juni 1906 i Lycksele, död 21 november 1993 i Lycksele, var en svensk längdåkare som tävlade under 1930-talet.
Moritz körde startsträckan i det svenska stafettlag som tog brons vid VM 1935.